# Артаферн
Артаферн је био брат персијског цара Дарија Великога и сатрап Сарда.

## Сатрап
Дарије Велики поставио га је за сатрапа Сарда након Скитског похода 513/512. п. н. е.

## Атињани настоје да склопе савез са Персијом
Након протеривања тирана Хипије, успоставе демократије и доласка Клистена на власт током 506. п. н. е. Атина је тражила подршку Персије, јер је очекивала рат са Спартом и њиховим краљем Клеоменом I. Атињани су послали једну делегацију код Артаферна у Сард. Артаферн је тражио „земљу и воду“, тј да Атина постане персијски вазал. Изасланици су пристали, али када су се вратили у Атину оптужили су их за издају. Протерани тиран Хипија оптуживао је Атињане код Артаферна. Артаферн је од Атине тражио да дозволе повратак Хипије у Атину, али Атињани нису на то пристали.

## Поход на Наксос
Артаферн сноси део кривице због неуспеха у походу на Наксос. Бивши властодршци Наксоса обратили су се тирану Милета Аристагори тражећи начин како да се врате на Наксос. Аристагора је то сматрао добром приликом да учврсти своју позицију у Милету, па се обратио Артаферну и предложио му је да заједно освоје Наксос. Објаснио је Артаферну да се освајањем Наксоса персијска власт може проширити и на остала Кикладска острва, која признају врховну власт Накса. Осим тога Еубеја је била следећи могући циљ након освајања Киклада. Рекао му је и да код њега већ има довољно новца за почетак похода. Артаферн је након тога тражио и добио одобрење Дарија Великога за тај поход, па је опремио 200 тровесларки (трирема). За врховног команданта војске именован је Мегабат. У Милету Мегабату се придружио Аристагора са својим Јонцима и избеглицама са Накса. Кренули су 499. п. н. е. према Наксосу. На путу према Наксу Мегабат и Аристагора су се посвађали, а тај поход се неуспешно окончао.

## Напад на Сард
Почетком јонског устанка Јонски Грци су уз помоћ Атињана 498. п. н. е. напали Сард, седиште Артафернове сатрапије. Заузели су цео град сем тврђаве (акропоља) у којој се налазио Артаферн са доста војске. Артаферн је заједно са Отаном током 496. п. н. е. извео успешан поход по Јонији и Еолији. Заузели су Клазомену и Киму.

## Открио је Хистијејеве намере
Хистијеј је је наговорио Дарија Великога да га пошаље да заведе ред у Јонији. Међутим Артаферн је открио његове намере да помогне устаницима и свом рођаку Аристагори. Када је Хистијеј дошао у Сард Артаферн га је питао шта је узрок устанка. Хистијеј се претварао да не зна шта је узрок, а Артаферн му је дао до знања да зна да ко је стајао иза свега:
" Ево овако, Хистијеју, ствар стоји са устанком: ти си направио ципелу коју је Аристагора обуо."
Хистијеј је након тога побегао у Јонију. Слао је писма Персијанцима у Сард са намером да их подстакне на побуну. Артаферн је ухватио писма, открио је ко су завереници из Сарда и побио их. Много касније када је Харпаг заробио Хистијеја, Артаферн и Харпаг су се бојали да би му Дарије могао да опрости и да би опет могао да стекне велики углед. Због тога су га убили, тело му набили на колац, главу му балсамовали и однели Дарију у Сузу.

## Реформе у Јонији
Након слома Јонског устанка 494. п. н. е. Артаферн је прислио Јонце да склопе споразум да једни друге не пљачкају и да се покоравају законима. Након премеравања земље разрезао им је порез. Порез, који су плаћали био је отприлике једнак претходним порезима. Тај порез се није мењао кроз дужи временски период. Артаферн је јонским градовима опростио побуну и вратио им је пређашње законе.